# Епідендрозавр
Епідендрозавр (з лат. Epidendrosaurus  деревна ящірка) — рід тероподних динозаврів, родич епідексиптерикса. У цього динозавра, який проживав у Китаї був дуже довгий палець кисті, яким він, можливо діставав личинок з-під кори дерев як ай-ай, або ж на цей палець була натягнута шкіряна перетинка, як у білки-летяги.
Цей птахоящір був розміром з горобця. Був описаний в 2002 році палеонтологами з Китайської академії наук по відбитку кісток на кемені. Вчені точно не знають, молодій чи дорослій особині належить відбиток.